# Срђан Предојевић
Срђан Предојевић (Крагујевац, 17. јул 1971) српски је телевизијски водитељ и новинар. Актуелни је водитељ емисије Ново јутро на Пинку.

## Биографија
Рођен је 17. јула 1971. године у Крагујевцу, где је завршио основну и средњу школу. Године 2012. дипломирао је на Факултету за медије и комуникације Универзитета Сингидунум. Има сестру Ану и млађег брата Ивана.
Први посао у медијима остварио је на телевизији Спектрум у Чачку. Након тога добио је ангажман на РТВ Крагујевац, када се и вратио у свој родни град. Такође је радио као дописник АНЕМ-а, када је боравио у Хагу и извештавао о суђењу Слободану Милошевићу.
Након тога, започео је рад на Б92 и преселио се у Београд. У почетку је радио информативни програм на Б92, а потом прелази на РТС, где започиње уреднички посао у Београдској хроници. Године 2005. истиче се као водитељ емисије Јутарњи програм РТС-а уз колегиницу Јовану Јанковић.
До 2010. године радио је на РТС-у, након чега у марту исте године заједно са Јанковићевом прелази на Пинк где су водили емисију Ново јутро, док 2018. поново заједно прелазе на Прву како би водили јутарњи програм Јутро. Од 2021. био је водитељ јутарњег програма телевизије Вести, док се од 2023. године поново враћа на Пинк као водитељ емисије Ново јутро.